# 2022년 동계 패럴림픽 컬링
2022년 동계 패럴림픽 휠체어 컬링 종목은 2022년 2월 5일에 베이징시 베이징 국가수영센터에서 진행될 예정이다.

## 경기장
2022년 동계 패럴림픽 컬링 경기는 개최 도시인 베이징시에 있는 베이징 국가수영센터에서 경기가 열릴 예정이다. 동계 올림픽 개최를 위해 베이징 국가수영센터 수영장이 위치해 있던 곳에 컬링장을 구성하였다.
| 도시     | 경기장              | 비고    |
| -------- | ------------------- | ------- |
| 베이징시 | 베이징 국가수영센터 | 전 경기 |

## 경기 일정
경기 시간은 중국 표준시 (UTC+8) 기준이다.
| 날짜           | 요일   | 시간 | 구분        | 비고   |
| -------------- | ------ | ---- | ----------- | ------ |
| 2022년 3월 5일 | 토요일 | -    | 예선 세션 1 | 예선전 |

## 참가 자격
2022년 동계 패럴림픽 휠체어 컬링 종목의 참가 자격은 2019, 2020, 2021년 세계 휠체어 컬링 선수권 대회 순위에 기반했다. 자격 점수는 국가 패럴림픽 위원회별 최종 순위에 따라서 아래와 같이 배분되었다. 중화인민공화국을 제외한 상위 11개국이 참가 자격을 획득했고, 개최국인 중화인민공화국은 자동 진출했다. 개최국이 상위 11개국 안에 들었기 때문에 차순위인 에스토니아가 추가로 참가 자격을 획득했다.
| 범례 | 범례                    |
| ---- | ----------------------- |
|      | 패럴림픽 참가 자격 획득 |
|      | 개최국 (자동 진출)      |

| NPC            | 2019년 | 2020년 | 2021년 | Total |
| -------------- | ------ | ------ | ------ | ----- |
| 중화인민공화국 | 14     | 9      | 14     | 37    |
| RPC            | 6      | 14     | 10     | 30    |
| 캐나다         | 3      | 12     | 8      | 23    |
| 영국1          | 12     | 4      | 7      | 23    |
| 노르웨이       | 9      | 8      | 6      | 23    |
| 스웨덴         | 0      | 10     | 12     | 22    |
| 대한민국       | 10     | 7      | 4      | 21    |
| 라트비아       | 4      | 6      | 5      | 15    |
| 슬로베니아     | 7      | 5      | 3      | 15    |
| 미국           | 2      | 0      | 9      | 11    |
| 스위스         | 8      | 2      | 1      | 11    |
| 에스토니아     | 5      | 3      | 0      | 8     |

Notes
1. ^  스코틀랜드, 잉글랜드, 웨일스는 개별적으로 세계 휠체어 컬링 선수권 대회에 참가하지만, 스코틀랜드 대표팀이 영국을 대표하는 것으로 간주하며, 스코틀랜드 대표팀의 점수로만 계산한다.

## 참가국
- 캐나다
- 중화인민공화국 (개최국)
- 에스토니아
- 영국
- 대한민국
- 라트비아
- 노르웨이
- RPC
- 슬로베니아
- 스위스
- 스웨덴
- 미국

| 포지션 | 캐나다   | 중화인민공화국 | 에스토니아 | 영국   | 대한민국 | 라트비아 |
| ------ | -------- | -------------- | ---------- | ------ | -------- | -------- |
| 스킵   |          |                |            |        |          |          |
| 서드   |          |                |            |        |          |          |
| 세컨드 |          |                |            |        |          |          |
| 리드   |          |                |            |        |          |          |
| 핍스   |          |                |            |        |          |          |
| 포지션 | 노르웨이 | RPC            | 슬로베니아 | 스위스 | 스웨덴   | 미국     |
| 스킵   |          |                |            |        |          |          |
| 서드   |          |                |            |        |          |          |
| 세컨드 |          |                |            |        |          |          |
| 리드   |          |                |            |        |          |          |
| 핍스   |          |                |            |        |          |          |

## 예선
틀:2022년 동계 패럴림픽 컬링

### 요약
틀:2022년 동계 패럴림픽 컬링 결과

## 본선
|  | 준결승 | 준결승 | 준결승 |  |  | 결승 | 결승 | 결승 |
|  |        |        |        |  |  |      |      |      |
|  | 1      |        |        |  |  |      |      |      |
|  | 4      |        |        |  |  |      |      |      |
|  |        |        |        |  |  |      |      |      |
|  |        |        |        |  |  |      |      |      |
|  | 2      |        |        |  |  |      |      |      |
|  | 3      |        |        |  |  | 3위  | 3위  | 3위  |
|  |        |        |        |  |  |      |      |      |
|  |        |        |        |  |  |      |      |      |
|  |        |        |        |  |  |      |      |      |

### 준결승전
3월 일

### 동메달 결정전
3월 일

### 결승전
3월 일

## 결과
| 종목        | 금 | 은 | 동 |
| 휠체어 컬링 |    |    |    |

## 같이 보기
- 2022년 동계 패럴림픽